# Sketchfab
.
Sketchfab es un sitio web utilizado para visualizar y compartir contenido 3D en línea. La compañía se fundó en Francia y hoy se encuentra localizada en París y Nueva York. Sketchfab proporciona un visualizador de modelos 3D basado en tecnología WebGL que permite reproducir modelos 3D tanto en páginas web para móviles como de escritorio. Sketchfab participó en el programa StartUp Accelerator de TechStars New York City en la primavera de 2013 y para diciembre había recaudado un total de 2 millones de dólares. El 21 de julio de 2021, la compañía fue adquirida por Epic Games.

## Servicio
El producto principal de Sketchfab es un visualizador de modelos 3D. Este se usa dentro de la página web de Sketchfab pero también puede ser embebido en otros sitios web externos, entre ellos Facebook. 
Sketchfab ofrece además un portal comunitario, donde los visitantes pueden navegar, calificar y descargar modelos 3D públicos. 
Los usuarios de Sketchfab tienen una página con perfil, y los usuarios Premium tienen un portafolio en línea dedicado con sus creaciones. Se pueden subir modelos 3D desde la propia página web de Sketchfab o directamente desde diversos programas 3D, utilizando plugins (por ejemplo para 3DS Max o SketchUp) o nativamente (desde Blender o Adobe Photoshop).
Desde finales de 2014, los usuarios de Sketchfab pueden optar por dejar sus modelos 3D disponibles para descargar bajo licencias Creative Commons, Esta característica coloca a Sketchfab como un mercado para impresión 3D, ya que algunos modelos descargables son compatibles con  impresión 3D.

## Tecnología
El visualizador 3D de Sketchfab utiliza la WebGL JavaScript API para mostrar los modelos 3D y su construcción se basa en la librería de código abierto OSG.JS. Esto permite la visualización de modelos 3D en páginas web sin la necesidad de terceros plugins si el navegador soporta WebGL. 
El renderizado se consigue usando el clásico render en tiempo real, o también un más actual tipo de renderizado conocido como PBR (Physically Based Rendering).
En navegadores que no soporten tecnología WebGL, el visualizador de Sketchfab usa una secuencia de imágenes 2D a partir del objeto 3D pre-renderizado.

## Historia
Sketchfab fue creado inicialmente por el empresario y desarrollador 3D Cédric Pinson bajo el nombre de dominio ShowWebGL a principios de 2011.
A él se unió a principios de 2012 Alban Denoyel, y relanzaron el sitio bajo el nombre de Sketchfab en marzo de 2012. Pierre-Antoine Passet se unió como Director de Producto en septiembre de 2012.
Sketchfab tenía 50 000 usuarios en agosto de 2013 y casi 100 000 usuarios en diciembre. En abril de 2014, la compañía contaba con 100 000 modelos 3D.
En noviembre de 2014, se alcanzaron los 200 000 modelos.

### Recaudación de fondos
En febrero de 2013, Sketchfab alcanzó una inversión angelical de 370 000 €.
Menos de un año después, en diciembre de 2013, Sketchfab recaudó 2 millones de dólares a manos de Balderton Capital junto a Partech Ventures, Borealis Ventures, David Cohen y ciertos ángeles inversores que también participaron en la financiación.

## Premios
- Top 8 en Pioneers Festival 2012[26]
- Mejor StartUp “Lightweight”, the Europas Awards 2013[27]